# 7e Match des étoiles de la Ligue nationale de hockey
Match précédent Match suivant
Le 7e Match des étoiles de la Ligue nationale de hockey se tint le 3 octobre 1953 au domicile des Canadiens de Montréal, le Forum de Montréal.
La LNH décida de revenir à une confrontation entre les vainqueurs de la Coupe Stanley contre les Étoiles de la ligue après avoir adopté pour les deux années précédentes une rencontre n'opposant que les meilleurs joueurs de la ligue. Les étoiles de la LNH remportèrent cette rencontre par la marque de 3 à 1 grâce entre autres aux deux buts rapides en début de première période de Wally Hergesheimer. Jean Béliveau qui signa son premier contrat professionnel à temps pour ce match, obtint une mention d'assistance sur le but de Maurice Richard lors de la troisième période. Alex Delvecchio obtint l'autre but des étoiles de la LNH alors que les Canadiens venait de retirer leurs gardien de but Gerry McNeil à la faveur d'un sixième attaquant.

## Effectif

### Étoiles de la LNH
- Entraîneur-chef : Lynn Patrick ; Bruins de Boston.

- Gardiens de buts :
  - 1 Terry Sawchuk ; Red Wings de Détroit.
- Défenseurs :
  - 2 Jimmy Thompson ; Maple Leafs de Toronto.
  - 3 Bill Quackenbush ; Bruins de Boston.
  - 4 Red Kelly ; Red Wings de Détroit.
  - 14 Bill Gadsby ; Blackhawks de Chicago
  - 16 Gus Mortson ; Blackhawks de Chicago.
  - 17 Leo Reise ; Rangers de New York.
- Attaquants :
  - 6 Ed Sandford, AG ; Bruins de Boston.
  - 7 Ted Lindsay, AG ; Red Wings de Détroit.
  - 8 Sid Smith, AG ; Maple Leafs de Toronto.
  - 9 Gordie Howe, AD  ; Red Wings de Détroit.
  - 10 Metro Prystai, C  ; Red Wings de Détroit.
  - 11 Wally Hergesheimer, AD; Rangers de New York.
  - 12 Bill Mosienko, AD ; Blackhawks de Chicago.
  - 15 Alex Delvecchio, C ; Red Wings de Détroit.
  - 18 Paul Ronty, C ; Rangers de New York.
  - 24 Harry Watson, AG ; Maple Leafs de Toronto.

### Canadiens de Montréal
- Entraîneur-chef : Dick Irvin.
- Gardiens de buts :
  - 1 Gerry McNeil.
- Défenseurs :
  - 2 Émile Bouchard.
  - 2 Doug Harvey.
  - 10 Tom Johnson.
  - 19 Dollard St-Laurent.
  - 21 Bud MacPherson.
- Attaquants :
  - 4 Jean Béliveau, C.
  - 5 Bernard Geoffrion, AD.
  - 6 Floyd Curry, AD.
  - 8 Dick Gamble, AG.
  - 9 Maurice Richard, AD.
  - 12 Dickie Moore, AD.
  - 14 Baldy MacKay, AG.
  - 15 Bert Olmstead, AG.
  - 16 Elmer Lach, C.
  - 17 John McCormack, C.
  - 18 Kenny Mosdell, C.
  - 20 Paul Meger, AG.
  - 22 Lorne Davis, AD.
  - 24 Eddie Mazur, AG.

## Feuille de match
| No | Score            | Équipe           | Buteur (Passeur(s))          | Temps            |                  |
| Première période | Première période | Première période | Première période             | Première période | Première période |
| --- | ---------------- | ---------------- | ---------------------------- | ---------------- | ---------------- |
| 1 | 1-0              | LNH              | Hergesheimer (Ronty - Kelly) | 4:06 AN          |                  |
| 2 | 2-0              | LNH              | Hergesheimer (Kelly)         | 5:25 AN          |                  |
| Pénalité : Meger (Mtl) interférence 4:00 ; McPherson (Mtl) rudesse 4:37 ; Lindsay (LNH) accroché 8:55.                                                                      |                  |                  |                              |                  |                  |
| Deuxième période |                  |                  |                              |                  |                  |
| Aucun but |                  |                  |                              |                  |                  |
| Pénalité : Mortson (LNH) trébuché 5:03 ; Saint-Laurent (Mtl) interférence 11:28 ; Howe (LNH) retenu 12:52 ; Richard (Mtl) rudesse 15:18 ; Mosdell (Mtl) double-échec 19:58. |                  |                  |                              |                  |                  |
| Troisième période |                  |                  |                              |                  |                  |
| 3 | 2-1              | Montréal         | Richard (Harvey - Béliveau)  | 4:30 AN          |                  |
| 4 | 3-1              | LNH              | Delvecchio                   | 19:27 FD         |                  |
| Pénalité : Kelly (LNH) majeur, bagarre 2:34 ; Olmstead (Mtl) majeur, bagarre 2:34 ; Smith (LNH) trébuché 3:30.                                                              |                  |                  |                              |                  |                  |

Gardiens :
- LNH : Sawchuk (60:00).
- Montréal : McNeil (59:10).

Arbitres : Red Storey
Juges de ligne : Sam Babcock, Doug Davies